# GP Nobili Rubinetterie
De Gran Premio Nobili Rubinetterie was een eendagswielerwedstrijd die jaarlijks werd verreden in Arona, Italië. Tussen 2005 en 2015 behoordede wedstrijd tot de UCI Europe Tour als 1.1-wedstrijd, in 2015 kreeg de wedstrijd de categorie 1.HC. In 2010 en 2011 werd de wedstrijd verreden in 2 delen: eerst de Coppa Papà Carlo, gevolgd door de dag nadien de Coppa Città di Stresa. Vanaf 2012 werd enkel de tweede wedstrijd verreden.
De editie van 2016 werd geannuleerd vanwege een tekort aan financiële middelen. Sindsdien is de wedstrijd niet meer georganiseerd.

## Lijst van winnaars

### Meervoudige winnaars
| Overwinningen | Renner         | Land   | Jaren       |
| ------------- | -------------- | ------ | ----------- |
| 2             | Damiano Cunego | Italië | 2004 + 2005 |
| 2             | Simone Ponzi   | Italië | 2011 + 2014 |

### Overwinningen per land
| Overwinningen | Land                                             |
| ------------- | ------------------------------------------------ |
| 15            | Italië                                           |
| 1             | Colombia, Estland, Litouwen, Luxemburg, Slovenië |

1997 ·
1998 ·
1999 ·
2000 ·
2001 ·
2002 ·
2003 ·
2004 ·
2005 ·
2006 ·
2007 ·
2008 ·
2009 ·
2010 ·
2011 ·
2012 ·
2013 ·
2014 ·
2015
2005 · 
2006 · 
2007 · 
2008 · 
2009 · 
2010 · 
2011 · 
2012 · 
2013 · 
2014 · 
2015 · 
2016 · 
2017 ·
2018 ·
2019 ·
2020 ·
2021 ·
2022 ·
2023 ·
2024 ·
2025
Belangrijkste etappewedstrijden

Internationaal Wegcriterium · Driedaagse Brugge-De Panne · Ronde van de Alpen · Vierdaagse van Duinkerke · Ronde van Beieren · Ronde van Noorwegen · Ronde van België · Ronde van Luxemburg · Ronde van Oostenrijk · Ronde van Wallonië · Ronde van Burgos · Ronde van Denemarken · Arctic Race of Norway · Ronde van Groot-Brittannië
Belangrijkste eendaagse wedstrijden

Trofeo Laigueglia · GP Lugano · GP Nobili Rubinetterie · Dwars door Vlaanderen · Scheldeprijs · Brabantse Pijl · GP Kanton Aargau · Brussels Cycling Classic · GP Fourmies · Primus Classic Impanis-Van Petegem · Ronde van de Drie Valleien · Milaan-Turijn · Ronde van Piemonte · Ronde van het Münsterland · Ronde van Emilia · Parijs-Tours · GP Bruno Beghelli